# Sperlinga
Sperlinga is een gemeente in de Italiaanse provincie Enna (regio Sicilië) en telt 934 inwoners (31-12-2004). De oppervlakte bedraagt 58,7 km², de bevolkingsdichtheid is 16 inwoners per km².

## Demografie
Sperlinga telt ongeveer 362 huishoudens. Het aantal inwoners daalde in de periode 1991-2001 met 9,6% volgens cijfers uit de tienjaarlijkse volkstellingen van ISTAT.
| Jaar | Inwoneraantal |
| ---- | ------------- |
| 1991 | 1065          |
| 2001 | 963           |

## Geografie
De gemeente ligt op ongeveer 750 m boven zeeniveau.
Sperlinga grenst aan de volgende gemeenten: Gangi (PA), Nicosia.

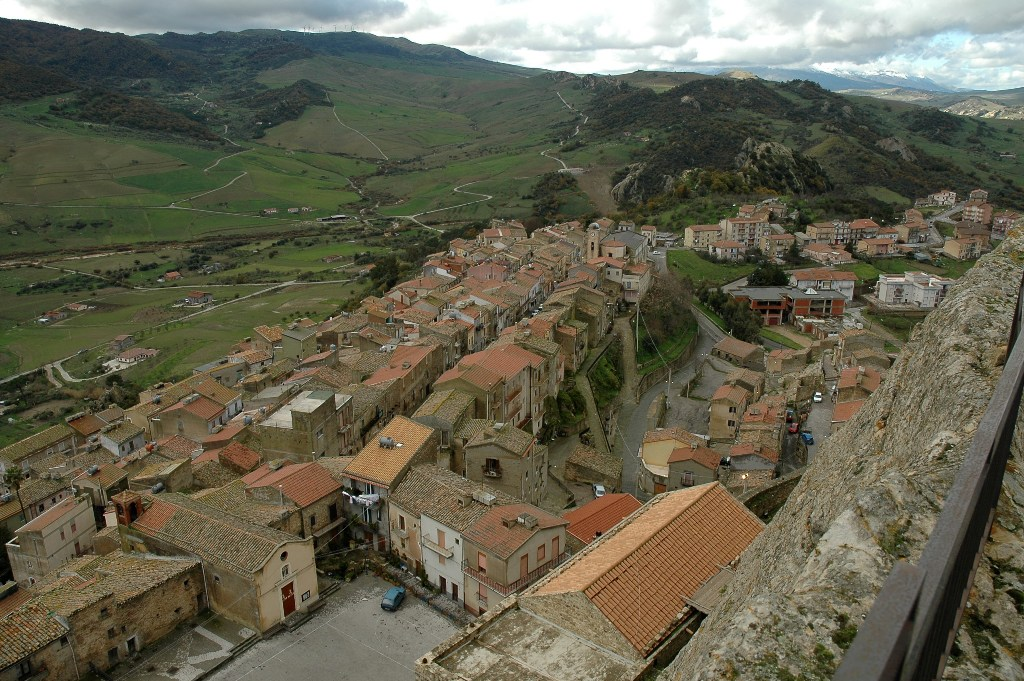
Sperlinga